# Poa pseudotibetica
Poa pseudotibetica är en gräsart som beskrevs av Henry John Noltie. Poa pseudotibetica ingår i släktet gröen, och familjen gräs. Inga underarter finns listade i Catalogue of Life.